# Macalpinomyces siamensis
Macalpinomyces siamensis är en svampart som beskrevs av R.G. Shivas, Vánky & Athip. 2006. Macalpinomyces siamensis ingår i släktet Macalpinomyces och familjen Ustilaginaceae.   Inga underarter finns listade i Catalogue of Life.